# Cultuurmarxisme
Cultuurmarxisme is een pejoratieve term die door conservatieve critici wordt gebruikt om een progressieve politieke agenda te benoemen. Het veronderstelt dat een linkse elite de traditionele westerse cultuur wil afbreken via radicale sociale hervormingen en met behulp van marxistische ideeën. Zo zien deze critici in intersectionaliteit een parallel met de klassenstrijd van het marxisme, namelijk het opdelen van mensen in klassen met fundamenteel tegengestelde belangen. Anders dan klassieke marxisten zouden cultuurmarxisten de bestaande orde niet langs economische maar langs culturele weg willen opschudden, via hun invloed in culturele instellingen en het culturele debat.
De term wordt vrijwel uitsluitend pejoratief gebruikt — er is geen denker die zichzelf omschrijft als cultuurmarxist — en wordt vanwege het grote aantal vermeende connecties tussen uiteenlopende individuen en fenomenen en vanwege het veronderstelde moedwillige en gecoördineerde karakter veelal geassocieerd met complotdenkers.

## Origine en inhoud

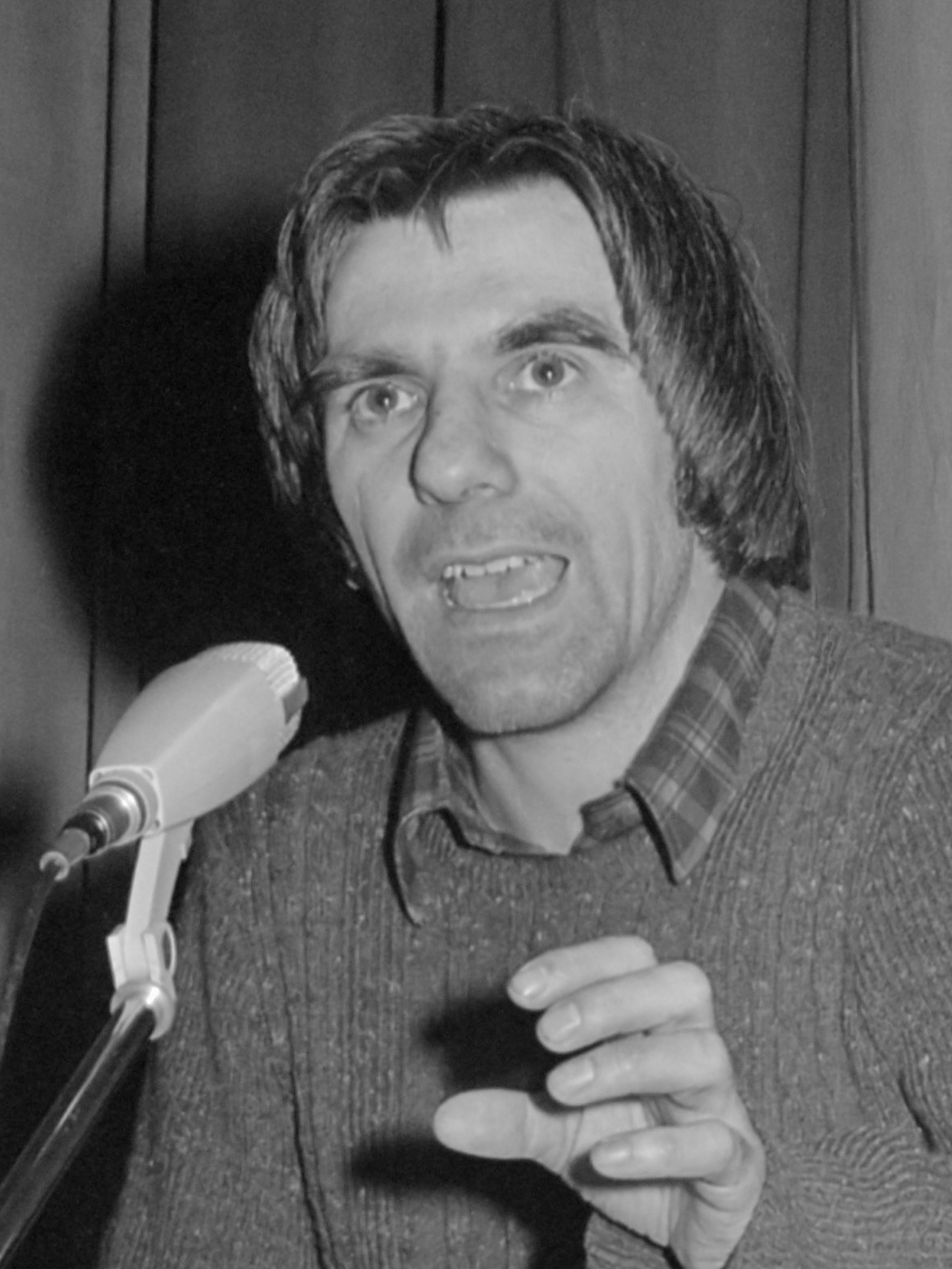
De Duitse studentenleider Rudi Dutschke pleitte eind jaren 60 voor een "lange mars door de instituties" om radicale progressieve verandering te bewerkstelligen. Een voorbeeld van "cultuurmarxisme", zo menen de zelfbenoemde bestrijders die erin geloven.

Vanaf het eind van de 20e eeuw werd de term cultuurmarxisme (cultural marxism) in de Verenigde Staten gebruikt door onder meer William S. Lind, directeur van het Amerikaanse Center for Cultural Conservatism van de Free Congress Foundation, en de rechtse politicus Pat Buchanan. Zij omschreven het concept in essays en boeken als een funeste marxistische invloed die leidt tot overmatige politieke correctheid. In de jaren 1990 werd het een gangbaar begrip op de uiterst conservatieve politieke flanken.
Deze intellectuelen en politici wijzen als 'schuldige' achter het cultuurmarxisme vaak allereerst naar de Italiaanse filosoof en communist Antonio Gramsci (1891-1937). Gramsci, die zelf nooit de term cultuurmarxisme gebruikte, stelde dat Karl Marx zich in zijn analyse van de klassenstrijd ten onrechte had blindgestaard op economische wetmatigheden. Zolang de dominante klasse ook de culturele normen en ideeën vormgaf kon volgens Gramsci een revolutie nooit slagen. Hij bepleitte daarom dat niet alleen de economische, maar ook de culturele hegemonie van de leidende klasse moest worden bestreden als onderdeel van de strijd tegen het kapitalisme.
Een tweede doelwit van de zelfbenoemde bestrijders van het cultuurmarxisme zijn de sociologen en filosofen van de Frankfurter Schule. Denkers als Theodor Adorno en Herbert Marcuse probeerden net als Gramsci te verklaren waarom de economische machtsstructuur zo onaantastbaar leek. Ze verwezen daarvoor niet alleen naar culturele, maar ook naar psychologische verklaringen: de consumptiemaatschappij leidde de economisch zwakke arbeidersklasse af van haar klassenbewustzijn en gaf deze groep ten onrechte het idee dat zij vrij en gelukkig was.
De maatschappijkritiek van de Frankfurter Schule werd door conservatieve tegenstanders gezien als een liberale, losbandige aanval op traditionele waarden. Cultuurmarxisten, stelden zij, probeerden hun ideeën over politieke correctheid, identiteitspolitiek en progressief gedachtegoed op slinkse wijze aan de massa op te dringen om zo de orde te breken. Veel aangehaald in dit verband is ook de uitspraak van de linkse West-Duitse studentenactivist Rudi Dutschke dat een lange mars door de instituties van de macht nodig zou zijn om het activisme van de jaren 1960 politiek gestalte te geven. Die term was op haar beurt geïnspireerd door de communistische Lange Mars van Mao Zedong.
Een exacte definitie van cultuurmarxisme is er niet, omdat de gebruikers van de term verschillen in hun interpretatie. Zo wordt het soms als een gedachtegoed en soms als een gezamenlijk, georganiseerd project gepresenteerd. Aanhangers van het geloof dat cultuurmarxisme een bredere stroming in de samenleving is, wijzen vaak naar onverbonden zaken als de hedendaagse kunst, islam, massa-immigratie, de Parijse studentenrevolte, anti-discriminatie-activisme en de Europese Unie. Zo beschouwt de Nederlandse schrijver Sid Lukkassen de Hongaars-Amerikaanse miljardair-filantroop George Soros als een onderdeel van het hedendaags cultuurmarxisme, een claim die door velen in de alt-right wordt gemaakt. Een 'lichtere' variant van de cultuurmarxismetheorie benadrukt slechts "het gebruik van typisch marxistische denkschema’s over onderdrukking en slachtofferschap in andere domeinen dan het economische", zoals gender en ras.
Mede vanwege de verwijzingen naar Soros en de denkers van de Frankfurter Schule is de cultuurmarxismetheorie volgens kritische analyses een uiting van antisemitisme. Deze analyses leggen ook een verband met het cultuurbolsjewisme, een complottheorie die werd aangehangen door fascisten in het interbellum. De zelfverklaarde bestrijders van het fenomeen zijn het hier niet mee eens. Extreemrechtse terroristen zoals Anders Breivik en Brenton Tarrant verklaarden zich ook tot felle tegenstanders van het cultuurmarxisme in hun manifesten.

## Hedendaags gebruik

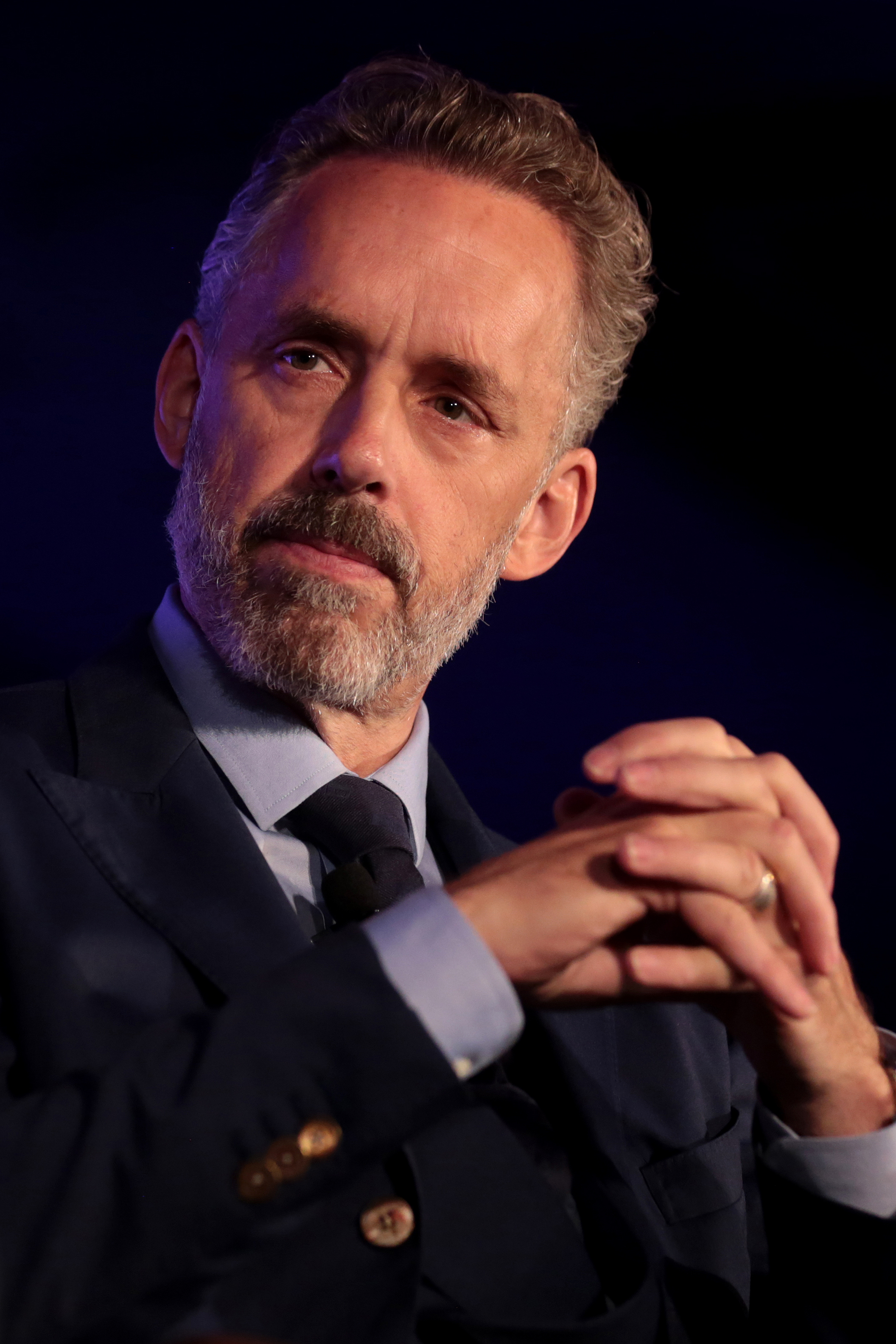
Jordan Peterson is een bekende aanhanger van de theorie van het cultuurmarxisme.

Een hedendaagse variant van de samenzweringstheorie wordt vooral geassocieerd met boegbeelden binnen de Alt-Right, een extreemrechtse politieke beweging die zich vooral online organiseert en sterk geassocieerd wordt met herkozen president van de Verenigde Staten Donald Trump. Deze moderne versie van de samenzweringstheorie focust minder op de antisemitische elementen en is vooral onderdeel van een cultuurstrijd tussen links en rechts.
Internationaal wordt de theorie vooral verdedigd door een groep online opiniemakers die zichzelf omschreven als 'the intellectual dark web.' Bekende figuren in deze beweging zijn Jordan Peterson, Dave Rubin en Ben Shapiro. Cultuurmarxisme wordt hier ook vaak verbonden met postmodernisme, een filosofische stroming uit de tweede helft van de twintigste eeuw. Behalve de Frankfurter Schule, zouden postmoderne filosofen zoals Michel Foucault en Jacques Derrida een poging hebben gedaan om via hun filosofische projecten de marxistische strijd voort te zetten. Denkers als Foucault hingen inderdaad een aantal grondslagen van het marxisme aan en waren bij marxistische verenigingen actief. Zo was Foucault een tijdje lid van de Franse Communistische Partij, waarvan hij zich later na mei '68 distantieerde omdat die ook een "gevestigd instituut" zou uitmaken. Er waren echter veel academische discussies tussen het marxisme en postmodernisme over de aard van ideologie, epistemologie, macht en ethiek.
In Nederland won de term aan populariteit door het gebruik ervan door de Leidse filosoof Paul Cliteur en Thierry Baudet, de leider van de politieke partij Forum voor Democratie. In België wordt de term sporadisch gebruikt door verscheidene rechtse politici. De term wordt vaak aangehaald door politici van het Vlaams Belang, zoals Dries Van Langenhove en Sam Van Rooy. Ook politici uit de N-VA, zoals Theo Francken, gebruiken de term regelmatig op sociale media. In intellectuele kringen wordt het vooral verdedigd door filosoof Paul Cliteur en opiniemaker Maarten Boudry, die zich echter wel distantieert van de meer antisemitische varianten van de samenzweringstheorie.